# Raffaella Petrini
Suor Raffaella Petrini (Roma, 15 gennaio 1969) è una religiosa e sociologa italiana, di fede cattolica, appartenente all'istituto delle Suore francescane dell'Eucaristia, dal 1º marzo 2025 presidente del Governatorato dello Stato della Città del Vaticano e della Pontificia commissione per lo Stato della Città del Vaticano.

## Biografia
Petrini ha studiato scienze politiche, specializzandosi in lavoro industriale, presso la Luiss Guido Carli di Roma. Ha poi conseguito un dottorato in scienze sociali presso la Pontificia università "San Tommaso d'Aquino" di Roma, e un master in organization behavior presso la Barney School of Business dell'Università di Hartford.
Nel 2005 è entrata in servizio come officiale presso la Congregazione per l'evangelizzazione dei popoli, divenendo poi responsabile dell'ufficio del prefetto.
Nel 2007 ha emesso la professione solenne.
Dal 2015 al 2019 ha insegnato dottrina sociale della Chiesa e sociologia sanitaria presso l'Istituto Internazionale di Teologia Pastorale Sanitaria "Camillianum" di Roma. Nel 2019, è diventata ordinaria di economia del welfare e sociologia dei processi economici presso la Facoltà di Scienze Sociali della Pontificia università "San Tommaso d'Aquino" di Roma.
Nel 2017 è diventata membro del consiglio generale della sua comunità religiosa, l'istituto delle Suore francescane dell'Eucaristia.
Il 4 novembre 2021 papa Francesco l'ha nominata segretaria generale del Governatorato dello Stato della Città del Vaticano; è quindi diventata la prima donna a ricoprire questo ruolo.
Il 13 luglio 2022 papa Francesco l'ha nominata membro del Dicastero per i vescovi, mentre il 28 ottobre 2022 è stata annunciata come nuovo membro dell'Amministrazione del patrimonio della Sede Apostolica.
Il 15 febbraio 2025 papa Francesco l'ha nominata presidente del Governatorato dello Stato della Città del Vaticano e della Pontificia commissione per lo Stato della Città del Vaticano, con decorrenza dal 1º marzo; subentrata al cardinale Fernando Vérgez Alzaga (dimissionario per raggiunti limiti d'età), è anche divenuta la prima donna a rivestire entrambi gli incarichi. Dal 9 maggio 2025 il suo mandato (in latino donec aliter provideatur, "fino a diversa disposizione") continua per volere di papa Leone XIV.

## Opere
- Health, equity and care through the end of life, Roma, Angelicum University Press, 2015,  p. 279.